# Fairbanks North Star Borough
Fairbanks North Star Borough är en borough i den amerikanska delstaten Alaska. Dess säte är Fairbanks. Enligt 2000 års folkräkning hade boroughen en befolkning på 97 581 invånare på en yta om 19 280 km²
Eielson Air Force Base är belägen innanför dess gränser.

## Geografi
Fairbanks North Star Borough gränsar till Yukon-Koyukuk Census Area i nord, Southeast Fairbanks Census Area i sydost och Denali Borough i sydväst.

### Städer och byar
- College
- Eielson AFB
- Ester
- Fairbanks
- Fort Wainwright
- Fox
- Harding-Birch Lakes
- Moose Creek
- North Pole
- Pleasant Valley
- Salcha
- Two Rivers